# Mossendjo
Mossendjo è una città della Repubblica del Congo, situata nel Dipartimento di Niari.
Amministrativamente si tratta di uno dei 4 comuni del paese non facenti parte di alcun distretto. È composto da due arrondissement:
- Arrondissement 1: Bouali
- Arrondissement 2: Itsibou